# Elana Dykewomon
Elana Michelle Nachman, conocida como Elana Dykewomon, (Nueva York, 11 de octubre de 1949 - Oakland, 7 de agosto de 2022) fue una activista, escritora, editora y profesora lesbiana estadounidense. Recibió el Premio Literario Lambda de Ficción Lésbica en 1998.

## Trayectoria
Nació en Manhattan, de padres judíos de clase media. Su madre era investigadora y bibliotecaria. Su padre era abogado y combatió en la guerra árabe-israelí de 1948. Cuando tenía ocho años, se trasladó junto a su familia de Long Island a Puerto Rico. Tuvo una infancia difícil porque lidiaba con su lesbianismo y discutía con frecuencia con sus progenitores. Tuvo dos intentos de suicidio a los 11 o 12 años y, como respuesta, fue enviada a un internado en Nueva York para recibir tratamiento. En su segundo intento fue enviada al Hospital Johns Hopkins en Baltimore. En sus últimos años de adolescencia, vivió en un centro de rehabilitación y asistió a varios internados, entre ellos la Windsor Mountain School, y en esa misma época un trabajador del Hotel San Juan abusó sexualmente de ella. 
Estudió Bellas Artes en el Reed College de Portland, Oregón, y se licenció en escritura creativa del Instituto de Artes de California en 1971. Posteriormente, obtuvo el máster en Bellas Artes de la Universidad Estatal de San Francisco en 1997. Después de graduarse en el Instituto de Arte de California, se mudó a Northampton, Massachusetts, donde participaba en el Valley Women's Center y en proyectos separatistas lésbicos. En Northampton, contribuyó a fundar Megaera Press, una editorial lésbica, así como la Women's Film Coop.
En la década de 1970, se mudó a Coos Bay, Oregón, antes de establecerse definitivamente en Oakland, California, en la década de 1980. En Oakland, trabajaba como tipógrafa y daba clases en los departamentos de inglés y de estudios de la mujer y de género en su alma mater, San Francisco State. Dykewomon participó en la Dyke March de San Francisco durante más de ocho años.  Desde 1988, estuvo casada con Susan Levinkind hasta el fallecimiento de esta en 2016 por demencia con cuerpos de Lewy.
Dykewomon falleció de cáncer de esófago en su casa el 7 de agosto de 2022, a los 72 años, poco antes de asistir a la lectura transmitida en vivo del Bay Area Playwrights Festival de How to Let Your Partner Die, una obra que había escrito sobre la enfermedad y la muerte de su esposa Levenkind.

## Sobre su obra
En 1974, Dykewomon publicó su primera novela, Riverfinger Women, con su nombre de nacimiento, Elana Nachman. Su segundo libro, They Will Know Me By My Teeth (1976), se publicó bajo el nombre de Elana Dykewoman. El cambio de nombre también se debe a un intento de distanciarse de la línea de rabinos Nachman y de la cultura literaria tradicional. Fragments From Lesbos, publicado en 1981 "sólo para lesbianas", se publicó bajo el apellido artístico de la autora, "Dykewomon", para "evitar la conexión etimológica con los hombres".
Entre 1987 y 1995, fue editora de Sinister Wisdom, una revista feminista lésbica internacional de literatura, arte y política. También contribuyó en la publicación de artículos y colaboraba regularmente con otras publicaciones lésbicas, entre ellas Common Lives/Lesbian Lives, y en Bridges, una revista de escritos de mujeres judías.
En la antología de escritos de mujeres judías The Tribe of Dina (1989), se describe a sí misma como "una separatista lesbiana, descendiente del Baal Shem Tov, tipógrafa,... poeta". En 1997, publicó Beyond the Pale: A Novel, que seguía la migración de dos lesbianas judías desde Rusia al Lower East Side de Nueva York. La novela de ficción histórica incluye la descripción del incendio en la fábrica Triangle Shirtwaist, así como de los pogromos rusos, el movimiento sufragista estadounidense y las prácticas de las matronas de principios del siglo XX.
En 2013 se volvió a publicar Beyond the Pale y ha llegado a ser un clásico del género de ficción lesbiana. La novela fue su tesis de máster en la Universidad Estatal de San Francisco, que le exigía estudiar yidis, la Torá y el Talmud. Maxine Chernoff fue su guía de tesis.

## Reconocimientos
En 1998, Beyond the Pale ganó el Premio Literario Lambda de Ficción Lésbica y el Premio Ferro-Grumley de Ficción Lésbica.
En 2004, su novela Riverfinger Women fue elegida como la número 87 en la lista de las 100 mejores novelas lésbicas y gays de The Publishing Triangle. El jurado que incluía a personas como Dorothy Allison, Samuel R. Delany, Lillian Faderman, ME Kerr, Sarah Schulman y Barbara Smith. Esta misma obra recibió en 2018 el Premio Clásico Lee Lynch de la Golden Crown Literary Society, considerada una "parte esencial de la historia literaria estadounidense, la literatura LGBT, la política y la cultura popular".
En 2009, Dykewomon recibió el Jim Duggins Outstanding Mid-Career Novelists' Prize del Saints and Sinners Literary Festival.

## Obra (selección)

### Novelas
- 1974 – Riverfinger Women. Como Elana Nachman. Plainfield, VT: Daughters, Inc.
- 1997 – Beyond the Pale. Vancouver: Press Gang Publishers. ISBN 9780889740747.
- 2009 – Risk. Ann Arbor: Bywater Books. ISBN 9781932859690.

### Colecciones de poesía y cuentos
- 1976 – They Will Know Me By My Teeth. Northampton, MA: Megaera Press. OCLC 897740442.
- 1981 – Fragments from Lesbos. Langlois, OR: Diaspora Distribution. OCLC 31156287.
- 1995 – Nothing Will Be As Sweet As The Taste: Selected Poems 1974–1994. London: Onlywomen Press. ISBN 9780906500576.
- 2003 – Moon Creek Road. Duluth, Minn.: Spinsters Ink. ISBN 9781883523626.
- 2015 – What Can I Ask: New and Selected Poems 1975-2014. Berkeley, CA: Sinister Wisdom. ISBN 978-1-938334-15-3.